# اورتا قشلاق (تووز)
اورتا قشلاق (به لاتین: Ortaqışlaq) یک منطقه مسکونی در جمهوری آذربایجان است که در شهرستان تووز واقع شده است.